# Senots
Senots ist eine französische Gemeinde mit 351 Einwohnern (Stand 1. Januar 2022) im Département Oise in der Region Hauts-de-France. Sie gehört zum Arrondissement Beauvais, zur Communauté de communes du Vexin Thelle und zum Kanton Chaumont-en-Vexin.

## Geographie
Die Gemeinde Senots liegt in der Landschaft Vexin français, 25 Kilometer südlich von Beauvais.

## Einwohner
| Jahr                       | 1962 | 1968 | 1975 | 1982 | 1990 | 1999 | 2006 | 2014 | 2021 |
| -------------------------- | ---- | ---- | ---- | ---- | ---- | ---- | ---- | ---- | ---- |
| Einwohner                  | 154  | 144  | 142  | 208  | 251  | 275  | 300  | 333  | 344  |
| Quellen: Cassini und INSEE |      |      |      |      |      |      |      |      |      |

## Sehenswürdigkeiten
- Kirche Notre-Dame-de-la-Nativité von Senots aus dem 12. Jahrhundert,[1] auch Saint-Rémi[2]
- Reste der Kapelle Saint-Ansbert, einst über einer als wundertätig angesehenen Quelle
- Kapelle Sainte-Anne bei Blequencourt mit alter Wallfahrt[3]
- Lavoir

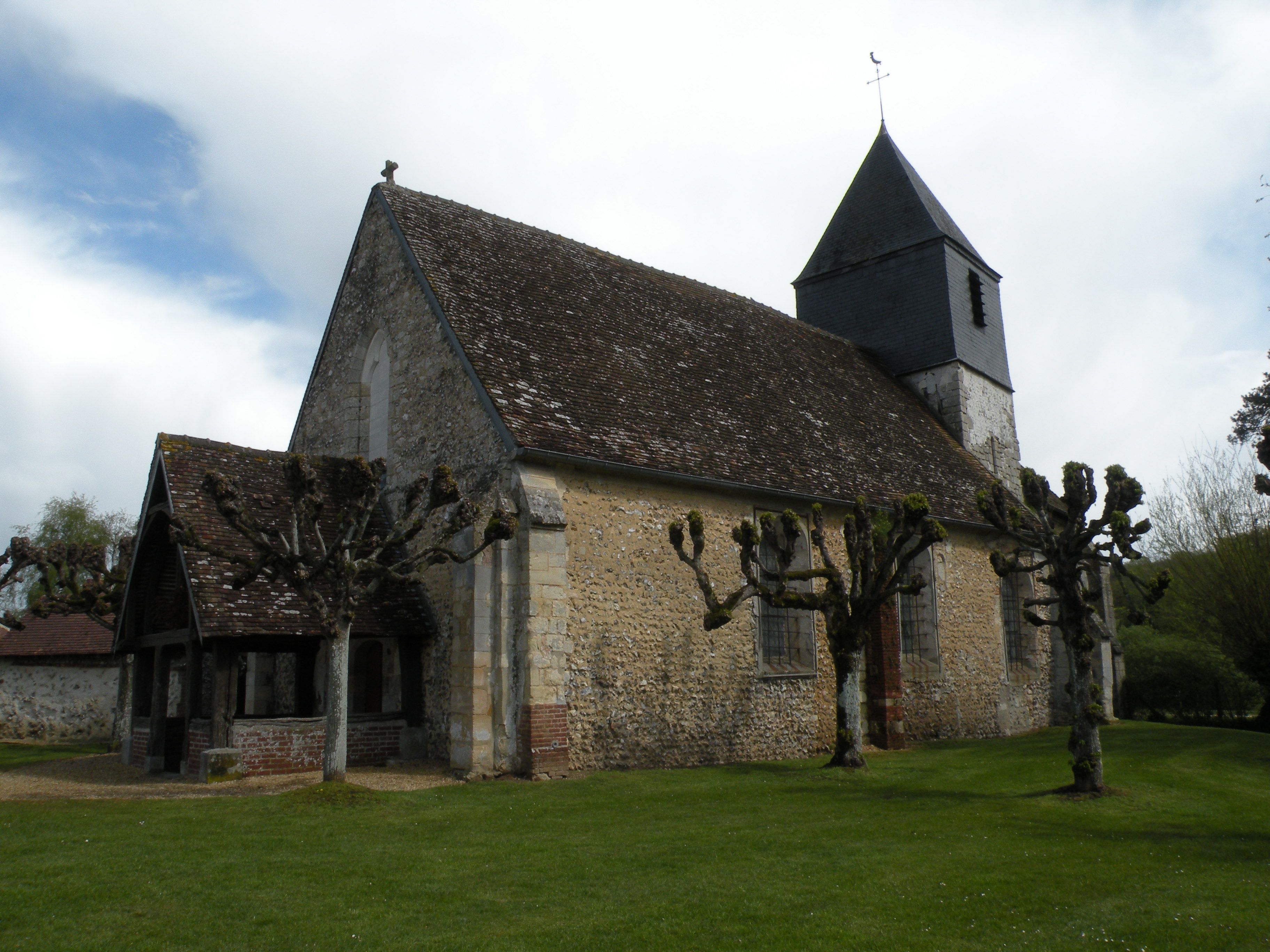
Kirche Notre-Dame-de-la-Nativité von Senots
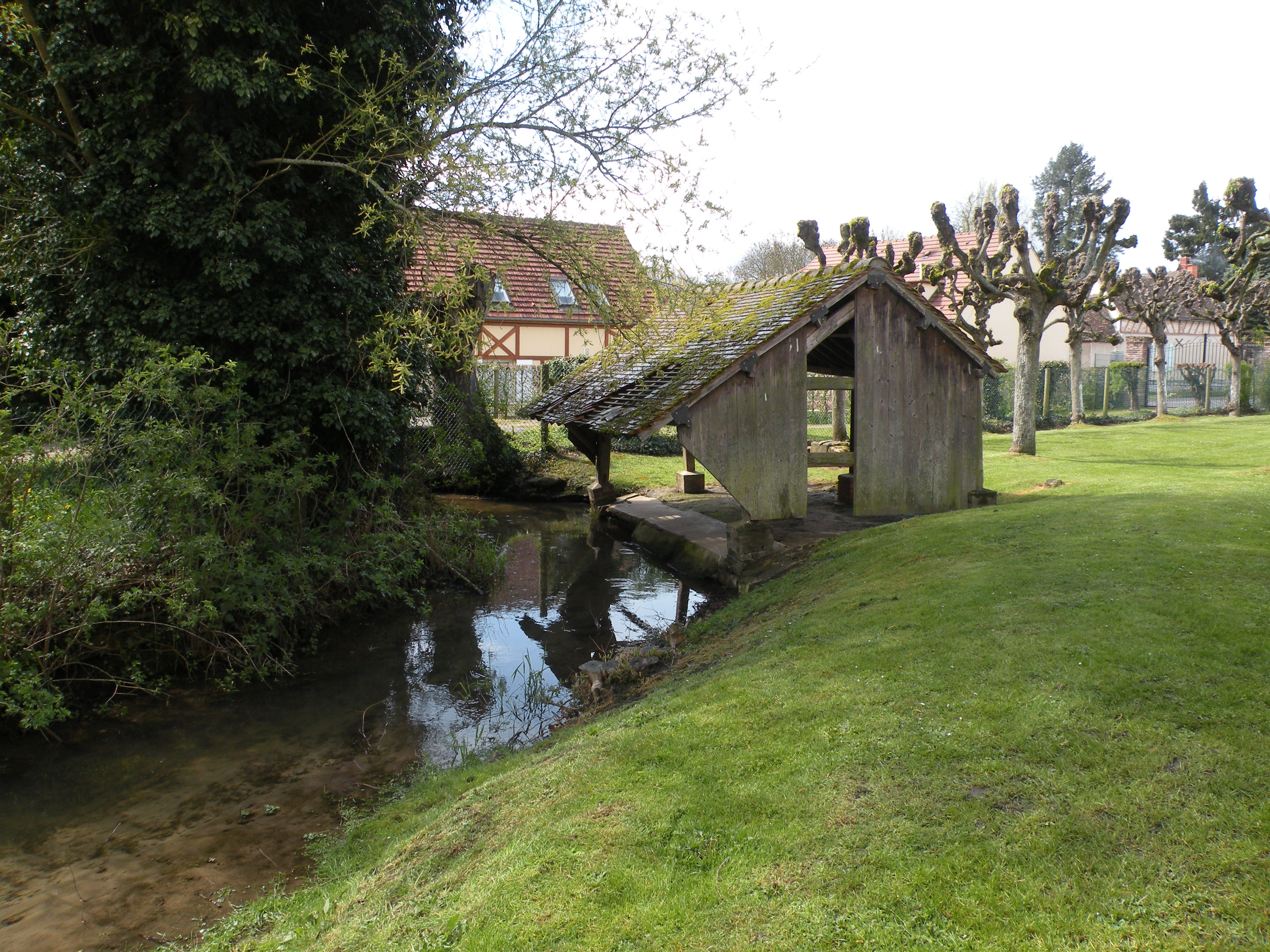
Lavoir
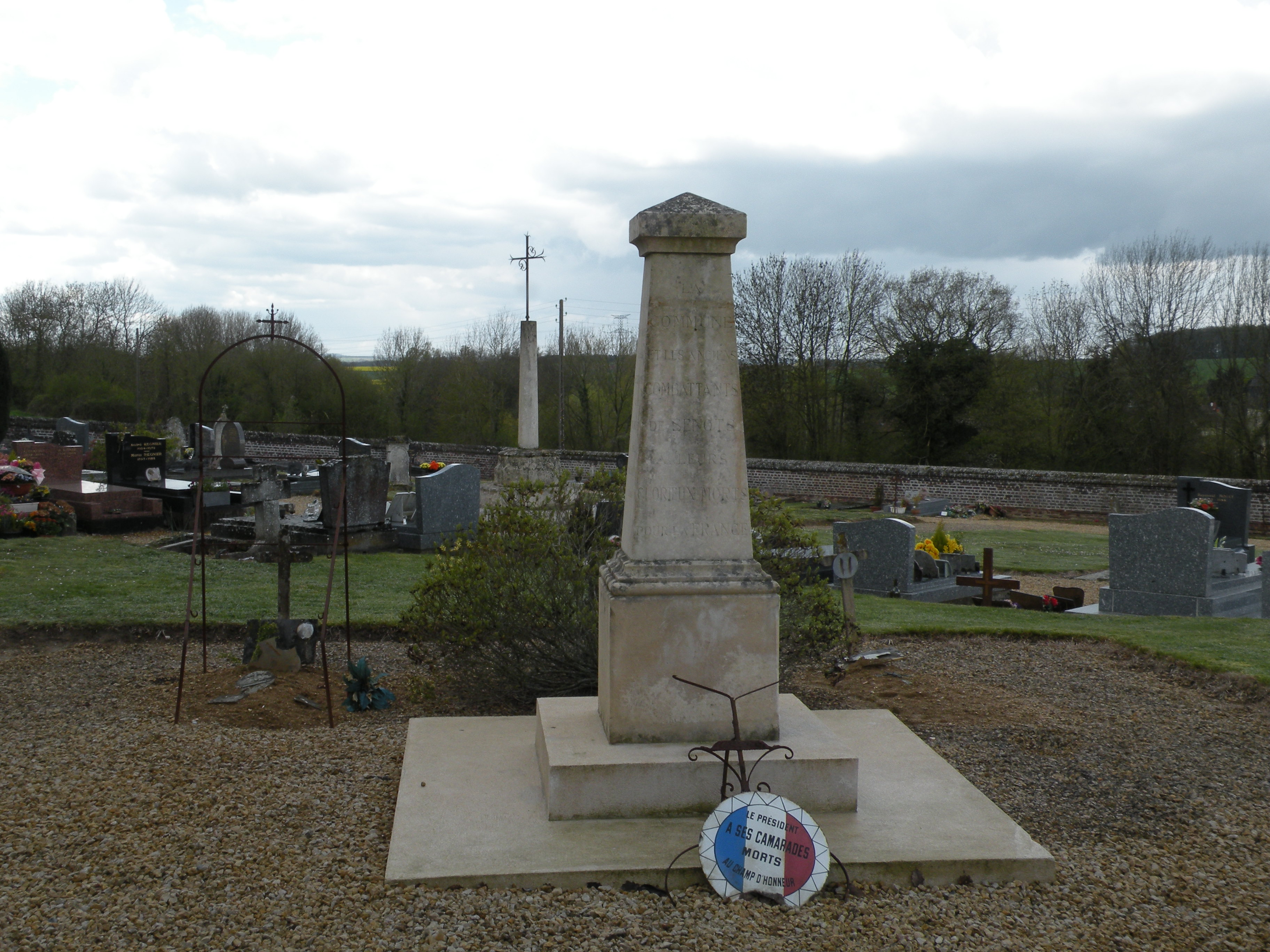
Gefallenendenkmal